# Saison 1996-1997 de l'ECHL
Saison précédente Saison suivante
La saison 1996-1997 est la neuvième saison de la Ligue de hockey de la Côte-Est au terme de laquelle les Stingrays de la Caroline du Sud remportent la Coupe Kelly en battant en finale les IceGators de la Louisiane.

## Saison régulière
Deux nouvelles formations s'ajoutent à la ligue : les Rivermen de Peoria et les Sea Wolves du Mississippi. Deux franchises sont relocalisées : les Panthers d'Érié sont transférés vers Bâton-Rouge en Louisiane et sont renommés Kingfish de Bâton-Rouge, et les Knights de Nashville déménagent vers Pensacola en Floride pour devenir les Ice Pilots de Pensacola.
De leur côté, les Thunderbirds de Wheeling changent de nom et adoptent celui des Nailers de Wheeling après avoir été poursuivis en justice pour la possession du nom « Thunderbirds » par les Thunderbirds de Seattle de la Ligue de hockey de l'Ouest. 
Toujours avant le début de la saison, les dirigeants de la ligue décident de changer le nom de la Coupe Riley en Coupe Kelly en l'honneur du fondateur et ancien commissaire de la ligue, Patrick Kelly. La ligue crée également un nouveau trophée individuel qui est remis annuellement au joueur démontrant le meilleur esprit sportif.

### Classement
| Clt   | Équipe                          | PJ | V  | D  | DF | BP  | BC  | Pts |
| ----- | ------------------------------- | -- | -- | -- | -- | --- | --- | --- |
| +001, | Stingrays de la Caroline du Sud | 70 | 45 | 15 | 10 | 345 | 253 | 100 |
| +002, | Admirals de Hampton Roads       | 70 | 46 | 19 | 5  | 286 | 223 | 97  |
| +003, | Renegades de Richmond           | 70 | 41 | 25 | 4  | 252 | 235 | 86  |
| +004, | Express de Roanoke              | 70 | 38 | 26 | 6  | 262 | 250 | 82  |
| +005, | Checkers de Charlotte           | 70 | 35 | 28 | 7  | 271 | 267 | 77  |
| +006, | Ice Caps de Raleigh             | 70 | 30 | 33 | 7  | 256 | 293 | 67  |
| +007, | Cherokees de Knoxville          | 70 | 24 | 43 | 3  | 260 | 343 | 51  |

| Clt   | Équipe                   | PJ | V  | D  | DF | BP  | BC  | Pts |
| ----- | ------------------------ | -- | -- | -- | -- | --- | --- | --- |
| +001, | Chill de Columbus        | 70 | 44 | 21 | 5  | 303 | 257 | 93  |
| +002, | Rivermen de Peoria       | 70 | 43 | 21 | 6  | 308 | 219 | 92  |
| +003, | Bombers de Dayton        | 70 | 36 | 26 | 8  | 253 | 258 | 80  |
| +004, | Nailers de Wheeling      | 70 | 36 | 29 | 5  | 298 | 291 | 77  |
| +005, | Storm de Toledo          | 70 | 32 | 28 | 10 | 258 | 248 | 74  |
| +006, | Blizzard de Huntington   | 70 | 33 | 33 | 4  | 273 | 296 | 70  |
| +007, | Riverfrogs de Louisville | 70 | 29 | 31 | 10 | 234 | 290 | 68  |
| +008, | Chiefs de Johnstown      | 70 | 24 | 39 | 7  | 253 | 354 | 55  |

| Clt   | Équipe                       | PJ | V  | D  | DF | BP  | BC  | Pts |
| ----- | ---------------------------- | -- | -- | -- | -- | --- | --- | --- |
| +001, | Tiger Sharks de Tallahassee  | 70 | 39 | 23 | 8  | 263 | 236 | 86  |
| +002, | Bulls de Birmingham          | 70 | 36 | 25 | 9  | 291 | 296 | 81  |
| +003, | IceGators de la Louisiane    | 70 | 38 | 28 | 4  | 292 | 244 | 80  |
| +004, | Mysticks de Mobile           | 70 | 34 | 25 | 11 | 257 | 263 | 79  |
| +005, | Sea Wolves du Mississippi    | 70 | 34 | 26 | 10 | 241 | 245 | 78  |
| +006, | Ice Pilots de Pensacola      | 70 | 36 | 31 | 3  | 275 | 275 | 75  |
| +007, | Kingfish de Bâton-Rouge      | 70 | 31 | 33 | 6  | 222 | 238 | 68  |
| +008, | Lizard Kings de Jacksonville | 70 | 21 | 37 | 12 | 220 | 299 | 54  |

- En gras : qualifié pour les séries

## Séries éliminatoires
|  | Huitièmes de finale             | Huitièmes de finale             | Huitièmes de finale       | Huitièmes de finale       |                                 |                                 | Quarts de finale | Quarts de finale | Quarts de finale | Quarts de finale |  |  | Demi-finales | Demi-finales | Demi-finales | Demi-finales |  |  | Finale de la Coupe Kelly | Finale de la Coupe Kelly | Finale de la Coupe Kelly | Finale de la Coupe Kelly |
|  |                                 |                                 |                           |                           |                                 |                                 |                  |                  |                  |                  |  |  |              |              |              |              |  |  |                          |                          |                          |                          |
|  |                                 |                                 |                           |                           |                                 |                                 |                  |                  |                  |                  |  |  |              |              |              |              |  |  |                          |                          |                          |                          |
|  | Stingrays de la Caroline du Sud | Stingrays de la Caroline du Sud | 3                         | 3                         |                                 |                                 |                  |                  |                  |                  |  |  |              |              |              |              |  |  |                          |                          |                          |                          |
|  | Stingrays de la Caroline du Sud | Stingrays de la Caroline du Sud | 3                         | 3                         |                                 |                                 |                  |                  |                  |                  |  |  |              |              |              |              |  |  |                          |                          |                          |                          |
|  | Checkers de Charlotte           | Checkers de Charlotte           | 0                         | 0                         |                                 |                                 |                  |                  |                  |                  |  |  |              |              |              |              |  |  |                          |                          |                          |                          |
|  | Checkers de Charlotte           | Checkers de Charlotte           | 0                         | 0                         | Stingrays de la Caroline du Sud | Stingrays de la Caroline du Sud | 3                | 3                |                  |                  |  |  |              |              |              |              |  |  |                          |                          |                          |                          |
|  |                                 |                                 |                           |                           | Stingrays de la Caroline du Sud | Stingrays de la Caroline du Sud | 3                | 3                |                  |                  |  |  |              |              |              |              |  |  |                          |                          |                          |                          |
|  |                                 |                                 | Admirals de Hampton Roads | Admirals de Hampton Roads | 0                               | 0                               |                  |                  |                  |                  |  |  |              |              |              |              |  |  |                          |                          |                          |                          |
|  | Admirals de Hampton Roads       | Admirals de Hampton Roads       | Admirals de Hampton Roads | Admirals de Hampton Roads | 0                               | 0                               | 3                | 3                |                  |                  |  |  |              |              |              |              |  |  |                          |                          |                          |                          |
|  | Admirals de Hampton Roads       | Admirals de Hampton Roads       |                           |                           |                                 |                                 |                  | 3                |                  |                  |  |  |              |              |              |              |  |  |                          |                          |                          |                          |
|  | Express de Roanoke              | Express de Roanoke              | 1                         | 1                         |                                 |                                 |                  |                  |                  |                  |  |  |              |              |              |              |  |  |                          |                          |                          |                          |
|  | Express de Roanoke              | Express de Roanoke              | 1                         | 1                         | Stingrays de la Caroline du Sud | Stingrays de la Caroline du Sud | 3                | 3                |                  |                  |  |  |              |              |              |              |  |  |                          |                          |                          |                          |
|  |                                 |                                 |                           |                           | Stingrays de la Caroline du Sud | Stingrays de la Caroline du Sud | 3                | 3                |                  |                  |  |  |              |              |              |              |  |  |                          |                          |                          |                          |
|  |                                 |                                 | Ice Pilots de Pensacola   | Ice Pilots de Pensacola   | 2                               | 2                               |                  |                  |                  |                  |  |  |              |              |              |              |  |  |                          |                          |                          |                          |
|  | Renegades de Richmond           | Renegades de Richmond           | Ice Pilots de Pensacola   | Ice Pilots de Pensacola   | 2                               | 2                               | 3                | 3                |                  |                  |  |  |              |              |              |              |  |  |                          |                          |                          |                          |
|  | Renegades de Richmond           | Renegades de Richmond           |                           |                           |                                 |                                 |                  | 3                |                  |                  |  |  |              |              |              |              |  |  |                          |                          |                          |                          |
|  | Bombers de Dayton               | Bombers de Dayton               | 1                         | 1                         |                                 |                                 |                  |                  |                  |                  |  |  |              |              |              |              |  |  |                          |                          |                          |                          |
|  | Bombers de Dayton               | Bombers de Dayton               | 1                         | 1                         | Renegades de Richmond           | Renegades de Richmond           | 1                | 1                |                  |                  |  |  |              |              |              |              |  |  |                          |                          |                          |                          |
|  |                                 |                                 |                           |                           | Renegades de Richmond           | Renegades de Richmond           | 1                | 1                |                  |                  |  |  |              |              |              |              |  |  |                          |                          |                          |                          |
|  |                                 |                                 | Ice Pilots de Pensacola   | Ice Pilots de Pensacola   | 3                               | 3                               |                  |                  |                  |                  |  |  |              |              |              |              |  |  |                          |                          |                          |                          |
|  | Tiger Sharks de Tallahassee     | Tiger Sharks de Tallahassee     | Ice Pilots de Pensacola   | Ice Pilots de Pensacola   | 3                               | 3                               | 0                | 0                |                  |                  |  |  |              |              |              |              |  |  |                          |                          |                          |                          |
|  | Tiger Sharks de Tallahassee     | Tiger Sharks de Tallahassee     |                           |                           |                                 |                                 |                  | 0                |                  |                  |  |  |              |              |              |              |  |  |                          |                          |                          |                          |
|  | Ice Pilots de Pensacola         | Ice Pilots de Pensacola         | 3                         | 3                         |                                 |                                 |                  |                  |                  |                  |  |  |              |              |              |              |  |  |                          |                          |                          |                          |
|  | Ice Pilots de Pensacola         | Ice Pilots de Pensacola         | 3                         | 3                         | Stingrays de la Caroline du Sud | Stingrays de la Caroline du Sud | 4                | 4                |                  |                  |  |  |              |              |              |              |  |  |                          |                          |                          |                          |
|  |                                 |                                 |                           |                           | Stingrays de la Caroline du Sud | Stingrays de la Caroline du Sud | 4                | 4                |                  |                  |  |  |              |              |              |              |  |  |                          |                          |                          |                          |
|  |                                 |                                 | IceGators de la Louisiane | IceGators de la Louisiane | 1                               | 1                               |                  |                  |                  |                  |  |  |              |              |              |              |  |  |                          |                          |                          |                          |
|  | Chill de Columbus               | Chill de Columbus               | IceGators de la Louisiane | IceGators de la Louisiane | 1                               | 1                               | 3                | 3                |                  |                  |  |  |              |              |              |              |  |  |                          |                          |                          |                          |
|  | Chill de Columbus               | Chill de Columbus               |                           |                           |                                 |                                 |                  | 3                |                  |                  |  |  |              |              |              |              |  |  |                          |                          |                          |                          |
|  | Storm de Toledo                 | Storm de Toledo                 | 2                         | 2                         |                                 |                                 |                  |                  |                  |                  |  |  |              |              |              |              |  |  |                          |                          |                          |                          |
|  | Storm de Toledo                 | Storm de Toledo                 | 2                         | 2                         | Chill de Columbus               | Chill de Columbus               | 0                | 0                |                  |                  |  |  |              |              |              |              |  |  |                          |                          |                          |                          |
|  |                                 |                                 |                           |                           | Chill de Columbus               | Chill de Columbus               | 0                | 0                |                  |                  |  |  |              |              |              |              |  |  |                          |                          |                          |                          |
|  |                                 |                                 | Rivermen de Peoria        | Rivermen de Peoria        | 3                               | 3                               |                  |                  |                  |                  |  |  |              |              |              |              |  |  |                          |                          |                          |                          |
|  | Rivermen de Peoria              | Rivermen de Peoria              | Rivermen de Peoria        | Rivermen de Peoria        | 3                               | 3                               | 3                | 3                |                  |                  |  |  |              |              |              |              |  |  |                          |                          |                          |                          |
|  | Rivermen de Peoria              | Rivermen de Peoria              |                           |                           |                                 |                                 |                  | 3                |                  |                  |  |  |              |              |              |              |  |  |                          |                          |                          |                          |
|  | Nailers de Wheeling             | Nailers de Wheeling             | 0                         | 0                         |                                 |                                 |                  |                  |                  |                  |  |  |              |              |              |              |  |  |                          |                          |                          |                          |
|  | Nailers de Wheeling             | Nailers de Wheeling             | 0                         | 0                         | Rivermen de Peoria              | Rivermen de Peoria              | 1                | 1                |                  |                  |  |  |              |              |              |              |  |  |                          |                          |                          |                          |
|  |                                 |                                 |                           |                           | Rivermen de Peoria              | Rivermen de Peoria              | 1                | 1                |                  |                  |  |  |              |              |              |              |  |  |                          |                          |                          |                          |
|  |                                 |                                 | IceGators de la Louisiane | IceGators de la Louisiane | 3                               | 3                               |                  |                  |                  |                  |  |  |              |              |              |              |  |  |                          |                          |                          |                          |
|  | Bulls de Birmingham             | Bulls de Birmingham             | IceGators de la Louisiane | IceGators de la Louisiane | 3                               | 3                               | 3                | 3                |                  |                  |  |  |              |              |              |              |  |  |                          |                          |                          |                          |
|  | Bulls de Birmingham             | Bulls de Birmingham             |                           |                           |                                 |                                 |                  | 3                |                  |                  |  |  |              |              |              |              |  |  |                          |                          |                          |                          |
|  | Sea Wolves du Mississippi       | Sea Wolves du Mississippi       | 0                         | 0                         |                                 |                                 |                  |                  |                  |                  |  |  |              |              |              |              |  |  |                          |                          |                          |                          |
|  | Sea Wolves du Mississippi       | Sea Wolves du Mississippi       | 0                         | 0                         | Bulls de Birmingham             | Bulls de Birmingham             | 2                | 2                |                  |                  |  |  |              |              |              |              |  |  |                          |                          |                          |                          |
|  |                                 |                                 |                           |                           | Bulls de Birmingham             | Bulls de Birmingham             | 2                | 2                |                  |                  |  |  |              |              |              |              |  |  |                          |                          |                          |                          |
|  |                                 |                                 | IceGators de la Louisiane | IceGators de la Louisiane | 3                               | 3                               |                  |                  |                  |                  |  |  |              |              |              |              |  |  |                          |                          |                          |                          |
|  | IceGators de la Louisiane       | IceGators de la Louisiane       | IceGators de la Louisiane | IceGators de la Louisiane | 3                               | 3                               | 3                | 3                |                  |                  |  |  |              |              |              |              |  |  |                          |                          |                          |                          |
|  | IceGators de la Louisiane       | IceGators de la Louisiane       |                           |                           |                                 |                                 |                  | 3                |                  |                  |  |  |              |              |              |              |  |  |                          |                          |                          |                          |
|  | Mysticks de Mobile              | Mysticks de Mobile              | 0                         | 0                         |                                 |                                 |                  |                  |                  |                  |  |  |              |              |              |              |  |  |                          |                          |                          |                          |
|  | Mysticks de Mobile              | Mysticks de Mobile              | 0                         | 0                         |                                 |                                 |                  |                  |                  |                  |  |  |              |              |              |              |  |  |                          |                          |                          |                          |
|  |                                 |                                 |                           |                           |                                 |                                 |                  |                  |                  |                  |  |  |              |              |              |              |  |  |                          |                          |                          |                          |

## Trophées
| Coupe Kelly :                       | Stingrays de la Caroline du Sud                    |
| Coupe Henry Brabham :               | Stingrays de la Caroline du Sud                    |
| Trophée John Brophy :               | Brian McCutcheon, Chill de Columbus                |
| Meilleur joueur de la Ligue :       | Mike Ross, Stingrays de la Caroline du Sud         |
| Meilleur joueur de la Coupe Kelly : | Jason Fitzsimmons, Stingrays de la Caroline du Sud |
| Gardien de but de l'année :         | Marc Delorme, IceGators de la Louisiane            |
| Recrue de l'année :                 | Dany Bousquet, Bulls de Birmingham                 |
| Défenseur de l'année :              | Chris Valicevic, IceGators de la Louisiane         |
| Meilleur buteur :                   | Ed Courtenay, Stingrays de la Caroline du Sud      |
| Meilleur esprit sportif :           | Mike Ross, Stingrays de la Caroline du Sud         |